# Cenit
Die CENIT AG ist ein weltweit tätiges Software- und Prozessberatungshaus und bietet Produkte und Dienstleistungen in den Bereichen Product-Lifecycle-Management (PLM), Enterprise Information Management (EIM) und Consulting an. Zu den wichtigsten Zielbranchen gehören die Fertigungsindustrien (Automobil-, Luft- und Raumfahrtindustrie, Maschinenbau) und die Finanzdienstleistungsbranche.

## Historie
Die Gründung der CENIT GmbH CAD/CAM Integration und Organisation erfolgte am 1. April 1988 durch die fünf Ex-IBM-Mitarbeiter Falk Engelmann, Norbert Fink, Hubertus Manthey, Rüdiger Passehl und Andreas Schmidt. Ein Jahr später wurde in München und 1993 in Saarbrücken eine Geschäftsstelle eingerichtet. Zwei Jahre später wurde in Düsseldorf und Frankfurt am Main je eine weitere Geschäftsstelle gegründet. 1995 begann auch die Kooperation mit FileNet. Der Dienstleistungsbereich breitete sich im Folgejahr auch nach Hannover aus, wo 1996 eine erste Filiale eingerichtet werden konnte.
1998 erfolgte die Umwandlung von der GmbH in eine Aktiengesellschaft. Der Börsengang war am 6. Mai 1998 am Neuen Markt in Frankfurt/Main. 2000 wurden Geschäftsstellen in Hamburg und Berlin gegründet. Die Erweiterung des Unternehmens in die USA erfolgte 2001 mit der Gründung von CENIT North America. Im selben Jahr wurde in Stuttgart zur strategischen Allianz von Dassault Systèmes, IBM und CENIT eine vertragliche Vereinbarung getroffen. 2003 erweiterte CENIT die Partnerschaft mit SAP. Drei Jahre später wurde in Rumänien ein PLM Ausbildungszentrum gegründet und 2007 eine weitere Tochtergesellschaft in Frankreich.
2008 gab CENIT seine neue Partnerschaft mit Right Hemisphere bekannt. In der Folge kam es zur Übernahme des PLM-Dienstleister cad scheffler in Oelsnitz. 2010 zur Übernahme des Management- und Technologie-Beratungsunternehmens conunit, der Übernahme der Schweizer Tochter der Transcat PLM AG 2011 und der Gründung eines Tochterunternehmens in Japan. 2012 schloss CENIT eine Partnerschaft mit dem Softwareunternehmen Alfresco. Zwei Jahre später übernahm CENIT das französische Softwareentwicklungshaus SPI Numérique. In 2017 übernahm CENIT das französische PLM-Unternehmen Keonys S.A.S. Ebenfalls 2017 übernahm CENIT eine Mehrheitsbeteiligung an der SynOpt GmbH und baute damit die Kompetenz und das Lösungsportfolio im Bereich Simulationslösungen aus.

## Produkte

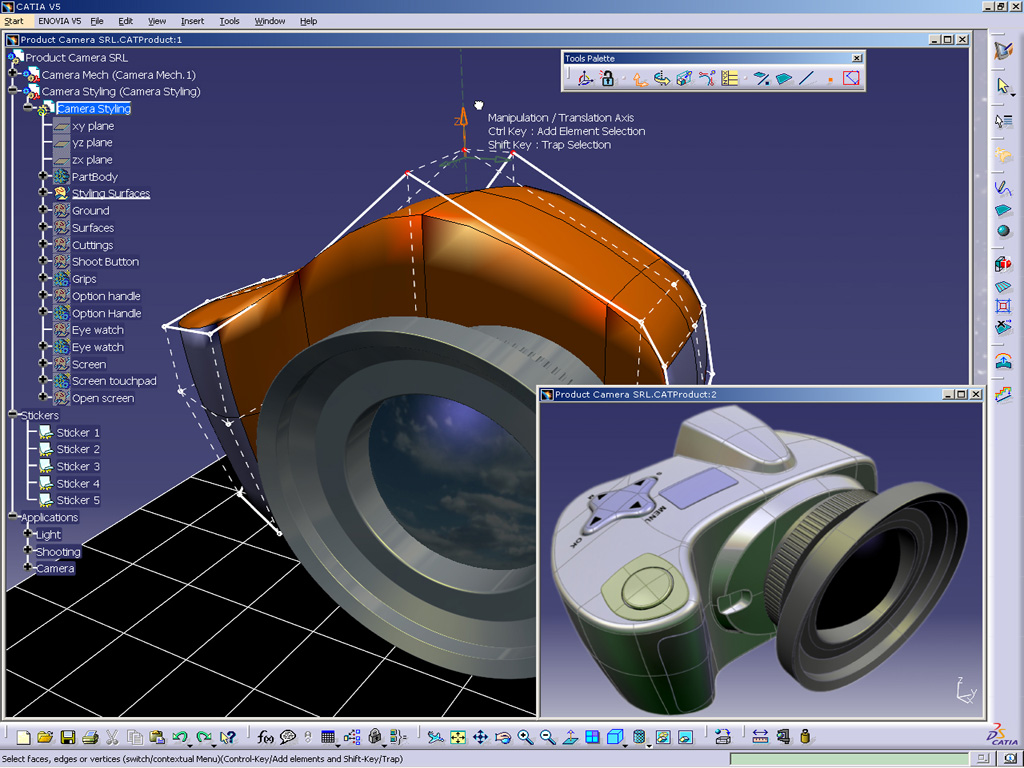
Ein Kernprodukt der CENIT, Vermarktung und Betrieb von CATIA

Im Geschäftsbereich PLM steht die Vermarktung von Produkten und Lösungen des Anbieters Dassault Systèmes mit der 3DEXPERIENCE-Platform und CATIA im Fokus. Neben Dassault Systèmes besteht eine langjährige Zusammenarbeit mit SAP im Umfeld von SAP PLM. Der Bereich Digitale Fabrik entwickelt und implementiert Lösungen für die Definition, Automatisierung und Simulation von Fertigungsprozessen und Produktionsabläufen (FASTSUITE Edition 2). Im Geschäftsbereich EIM arbeitet CENIT mit IBM und Pitney Bowes zusammen. In der Partnerschaft mit IBM stehen die Themen Enterprise Content Management (ECM) auf Basis von IBM FileNet und dem IBM Content Manager sowie Business Intelligence (BI) mit IBM Cognos und SAP-Business Objects im Fokus.

## Standorte
In Deutschland ist das Unternehmen mit Berlin, Frankfurt, Hamburg, Hannover, München, Oelsnitz, Ratingen, Saarbrücken und dem Hauptsitz in Stuttgart an insgesamt neun Standorten vertreten.
International ist CENIT als CENIT-Group auch in den Ländern USA, Japan, Frankreich, Schweiz, China und Rumänien und über die Keonys seit 2017 auch zusätzlich in Belgien und den Niederlanden aktiv vertreten.

## Aktie
Das Unternehmen ging 1998 an die Börse. Die CENIT-Aktie (Wertpapier-Kennnummer (WKN) 540710) ist im Prime Standard der Deutschen Börse notiert. Es befinden sich insgesamt 8.367.758 Aktien im Markt. 71,79 % der Aktien befanden sich am 31. Dezember 2021 im freien Handel.